# The Great Barrier
The Great Barrier é um filme de drama histórico produzido no Reino Unido e lançado em 1937.